# Jean Henri Tamisier
Pour les articles homonymes, voir Tamisier.
Jean Henri Tamisier est un avocat français, né le 10 septembre 1865 à Chauriat et mort le 10 mars 1950 à Clermont-Ferrand.

## Biographie
Fils de Philippe Tamisier, instituteur communal, et de Anne Plasse, Jean Henri Tamisier nait le 10 septembre 1865 au domicile de ses père et mère situé à Chauriat.
Il épouse, le 8 septembre 1896, à Clermont-Ferrand, Marie Barbecot (1871-1961), fille de Michel Barbecot, négociant et conseiller municipal, et de Marie Hugon, en présence notamment de Michel Colombier.
Il décède le 10 mars 1950, en son domicile situé à Clermont-Ferrand, 2 place Royale. Il est inhumé dans le cimetière de Chauriat.

## Carrière juridique
Il est élu membre du conseil de l'ordre des avocats du barreau de Clermont-Ferrand :
- le 14 octobre 1910[5],
- le 15 juillet 1914[6].

Le 11 octobre 1912, il est élu bâtonnier de l'ordre, faisant suite à Henri Tallon. Il est maintenu dans ses fonctions, à l'unanimité, aux élections du 16 juillet 1913.
En février 1897, il assure la défense, devant la cour d'assises du Puy-de-Dôme, du sieur combes, accusé d'avoir assassiné, au moyen d'une pioche, un pharmacien de Limours, dans l'affaire du crime du Puy de Gravenoire,,,.

## Engagement
En janvier 1899, il adhère à la toute jeune Ligue de la patrie française, fondée en réaction à la Ligue des droits de l'homme qui milite pour la reconnaissance de l'innocence d'Alfred Dreyfus.

## Sources
1. ↑  Archives départementales du Puy-de-Dôme - Registre des naissances de la ville de Chauriat - Année 1865 - Cote 6 E 106/9 - p. 44/94 (http://www.archivesdepartementales.puydedome.fr/ark:/72847/vtacd7036719ddb0a5f/daogrp/0/layout:table/idsearch:RECH_8b7aadf6ce51963ed18c8f2175e5e8ed#id:1727887734?gallery=true&brightness=100.00&contrast=100.00&center=774.818,-1554.780&zoom=9&rotation=0.000)
2. ↑  Archives départementales du Puy-de-Dôme - Registre des naissances de la ville de Clermont-Ferrand - Année 1871 - Cote 6 E 113/107 - p. 59 et suivante/195 (http://www.archivesdepartementales.puydedome.fr/ark:/72847/vtacd89e34a3e00cd5b/daogrp/0/layout:table/idsearch:RECH_0db88a3cd2a0d6d23ea85df68c10450e#id:530903672?gallery=true&brightness=100.00&contrast=100.00)
3. ↑  Archives départementales du Puy-de-Dôme - Registre des mariages de la ville de Clermont-Ferrand - Année 1896 - Cote 6 E 1431 - p. 121 et 122/213 (http://www.archivesdepartementales.puydedome.fr/ark:/72847/vta5714990ec2cde765/daogrp/0/layout:table/idsearch:RECH_a9bb1c8081250827cf5663b78d1b18a3#id:287661453?gallery=true&brightness=100.00&contrast=100.00&center=984.000,-690.000&zoom=7&rotation=0.000)
4. ↑  État-civil de la ville de Clermont-Ferrand - Acte de décès n°234 du 10 mars 1950
5. ↑  « Ordre des Avocats de Clermont », Le Moniteur du Puy-de-Dôme,‎ 15 octobre 1910, p. 2 (lire en ligne)
6. ↑  « Au barreau de Clermont-Ferrand », Le Moniteur du Puy-de-Dôme,‎ 16 juillet 1914, p. 3 (lire en ligne)
7. ↑  « Conseil de l'Ordre des Avocats », Le Moniteur du Puy-de-Dôme,‎ 12 octobre 1912, p. 2 (lire en ligne)
8. ↑  « Chronique locale - Au bureau de Clermont », Le Moniteur du Puy-de-Dôme,‎ 16 juillet 1913, p. 2 (lire en ligne)
9. ↑  « Les tribunaux - L'affaire du Puy de Gravenoire », Le Rappel,‎ 24 février 1897, p. 3 (lire en ligne)
10. ↑  « Chronique judiciaire - Le crime de Royat », Le Radical,‎ 26 février 1897, p. 3 (lire en ligne)
11. ↑  « Gazette des tribunaux », Le Figaro,‎ 25 février 1897, p. 3 (lire en ligne)
12. ↑  « Tribunaux - Le crime du Puy de Gravenoire », Le Temps,‎ 20 février 1897, p. 3 (lire en ligne)
13. ↑  « La Ligue de la Patrie française - Deuxième liste - Magistrature et barreau », Le Gaulois,‎ 8 janvier 1899, p. 2 (lire en ligne)